# 피키캐스트
피키캐스트(Pikicast)는 관심사 소셜 네트워킹 서비스로, '우주의 얕은 재미'라는 슬로건 아래 모바일 콘텐츠 크리에이터 & 큐레이터를 표방하고 있다. "세상을 즐겁게"라는 미션과, "Beyond Normal"이라는 공식 슬로건, "Asia No.1 Mobile Media"라는 비전을 가지고 있다. 한국용 애플리케이션과 대만용 애플리케이션 두 가지를 운영하고 있다. 2015년 6월, 누적 앱 다운로드 수는 900만 건을 넘었고, 2015년 1분기 월간 이용자 수 773만명을 기록하고 있다. 또한, APP 서비스 별 일평균 이용시간 통계에서는 Facebook에 이어 12.1분으로 인스타그램이나 카카오스토리를 제치고 2위를 차지하고 있기도 하다.

## 문화
피키캐스트 사용자들은 서로를 피키피플, 혹은 핔플이라고 부른다. 피키캐스트는 좋은 사용자 문화를 위해 노력하고 있다. 이것은 사용자들의 특징이라고 할 수도 있지만, 피키캐스트 자체적으로 노력한 결과라고 볼 수도 있다. 2014년 12월 29일에는 '제1회 SUN플 어워드'를 개최하여 BEST 감동부문, BEST 지식부문, BEST 드립부문, BEST 앱부문의 네 부문에서 좋은 댓글을 쓴 이용자들을 선정해 자체 선물인 피키프트(Piki+Gift)를 수여하기도 했다.
최근에는 이용자가 급증하며 피키피플을 공격하거나 에디터 공격. 욕설 등의 모습이 댓글에 나타나자 '엄청나게 댓글을 정화하자'는 취지의 '엄정화 프로젝트'를 시행하려는 계획에 있다. 하지만 그런 부단의 노력에도 피키캐스트의 악플들이 여전히 줄어들지 않고 있어 매번 많은 핔플들의 눈살을 찌푸리게 하고 있다.

## 논란

### 저작권 논란
사진 등 원래 있던 저작물을 주로 이용해서 콘텐츠를 큐레이팅해 제작하는 방식이기 때문에 원작자의 저작권을 침해한다는 논란이 있다. 이러한 문제점 때문에 피키캐스트의 시발점이라고 할 수 있는 피키캐스트 페이스북 페이지의 경우, 페이스북 측에서 저작권 위반을 명목으로 페이지가 삭제당하기도 했다.
애플리케이션을 출시한 이후에도 이러한 문제는 해결되지 않았는데, 2014년 11월의 경우, 스타트업얼라이언스 센터장의 블로그 글이 무단으로 도용되어 피키캐스트 게시물로 올라가는 사태가 일어나기도 했다. 이에 대해 피키캐스트가 무단 도용 글에 대한 명확한 사태 규정 대신 게시물 삭제라는 방식을 택하면서 피키캐스트의 저작권 문제와 대응 방식에 대한 논의가 수면 위로 떠오르게 되었다. 사용자들 역시 이 콘텐츠와 이에 대한 사과를 피키캐스트 애플리케이션 내부에서는 전혀 찾아볼 수 없게 되어 문제 대응 방식이 부적절하다는 의견이다.
피키캐스트에서는 지속적으로 발생 가능한 저작권 문제를 해결하기 위해 표면적으로나마 여러 저작권 정책을 시행하고 있다. 저작권자에게 이용 동의를 구하고, 원저작권자와 제휴를 맺고, 원 출처를 명시해 링크를 걸고, 저작권 침해 신고를 위한 기능을 만들고, 신고가 들어오면 48시간 내로 조치한다는 것이 그 정책이다. 본인의 저작권이 침해 당한 경우 다음과 같은 절차에 따라 신고할 수 있다. 본인이 저작권자 혹은 법적 대리인일 때, 애플리케이션에 있는 신고 버튼을 눌러 신고하거나 이미지를 길게 눌러 신고할 수 있다. 그 후 신고서를 작성해서 이메일로 전송하면 48시간 이내로 연락을 받을 수 있다. 신고를 하기 위해서는 신분인증서류 및 저작권 증빙서류를 제출해야 한다. 저작권 침해가 확인된 시점 이후 24시간 이내에 해당 게시물의 게재가 중단된다.

### 에디터 자질 논란
피키캐스트는 지정한 에디터들만 콘텐츠를 제작할 수 있다. 최근에는 강혜정, 에릭남 같은 연예인들이 에디터로 활동하기도 했다. 문제는 피키캐스트가 불특정 다수가 이용하는 성격을 가지고 있다 보니 에디터들에게 어느 정도 도덕성을 요구할 수 밖에 없다는 것에 있다.
에디터에 대한 가장 큰 논란은 '리뷰왕 김리뷰'라는 에디터로부터 시작되었다. '리뷰왕 김리뷰'는 제작하는 콘텐츠마다 20만번 이상의 조회수를 기록하는 유명 에디터였다. 하지만 그가 '일간베스트'라는 외부 사이트에서 비윤리적인 발언 및 특정 지역을 비하하는 용어 사용 등을 했다는 이유에서 그를 에디터로 더 이상 고용해서는 안된다는 사용자 의견이 제기되었다. 결국 피키캐스트는 이러한 사태에 대해 사과하고 2개월의 정직 처분을 내렸다. 이후 '리뷰왕 김리뷰'가 자진퇴사하였다.
이로 인해 피키캐스트는 앞으로 콘텐츠 제휴업체 및 제작 당사자, 외부 에디터 등 모든 계약에 앞서서 윤리적 검증 절차를 확립하겠다고 밝혔다.

### 콘텐츠 수위 및 연령제한 논란
다양한 연령대를 위한 콘텐츠를 다루고 있음에도 불구하고 1.0 버전에서는 미성년자에게 부적합한 콘텐츠에 대한 제약이 없었다. 예를 들어, 여성들의 신체 부위를 강조하는 gif 들을 모아 놓은 콘텐츠나, 성행위에 대해 직접적으로 언급한 콘텐츠들이 제작되었는데, 미성년자들도 이러한 콘텐츠에 아무런 인증 절차 없이 접근할 수 있었다. 이러한 콘텐츠는 방송에서는'15세 이상 시청가' 혹은 '19세 이상 시청가'에 적합한 정도라 보인다.
이러한 문제를 해결하기 위해 피키캐스트는 2.0 버전을 출시하면서 15세 연령 제한을 시작했다. 연령 인증은 휴대폰을 통한 본인인증으로 진행되는데, 이에 따라 해외에 있는 사용자들이 사용하지 못한다는 문제가 제기되기도 했다.

### 일반인 구독 시스템 삭제 논란
피키캐스트는 3.0 버전을 출시하면서 유저에게 직접적인 영향이 가는 업데이트를 진행했다. 이전에는 UI 변경 등 간접적인 업데이트 위주였지만, 3.0에서는 에디터가 아닌 일반인들 사이의 구독을 삭제한 것이다. 전국민이 알만큼 많은 사람들이 피키캐스트를 이용한 이유는 카카오스토리, 페이스북과 같은 유저간의 만남 공간에서 취향별 질 높은 정보까지 얻을 수 있기 때문인데, 비유하자면 페이스북에서 팔로우를 폐지하는 업데이트를 해버린 것이다. 이로 인해 많은 유저들이 탈퇴하는 등 논란이 있자 피키캐스트는 특정 비매너 유저들만 구독하는 일명 '저격 구독'을 막기 위함이라고 했지만 '구독 불가 설정', '구독자 비공개', '구독자 삭제(취소)', '구독자 숨기기', '유저(구독) 차단' 중 단 1가지만 단순한 시스템으로 제작해 충분이 방지가 가능하고, 사실상 개발자 입장에서도 구독 시스템을 삭제해서 유저 시스템을 재개발 하는 것보단 더욱 쉬운 방식이기 때문에 이를 목적으로 한 것은 아니라 더욱 논란은 커졌다. 따라서, 피키캐스트 일부 유저들은 피키캐스트의 이러한 행위를 봐서 공식적인 입장은 발표하지 않았지만 '저격 구독'을 막으려고 한 것이 아닌 댓글에서의 유저간 '친목'을 막으려고 하는 것이라고 말했지만 댓글을 통해 특정 주제에 대해 유저간의 생각과 정보를 공유하는 것이 원동력인 커뮤니티에서 친목을 막는다는 것은 말이 안되고, 만약 실제로 유저간 친목을 막으려는 목적이었다면 TV와 같이 일방적 송출을 하듯이 댓글 시스템을 폐지하는 것이 정상이다. 하지만 피키캐스트가 아무런 언급이 없는걸 보아 함부로 직접적인 말을 할 수 없는 사항이기 때문에 친목을 막으려는 것이었다는 주장도 설득력이 있다. 피키캐스트 3.0 발표 이후 업데이트 게시물 등에서도 볼 수 있듯이 확연하게 댓글의 수는 물론 유저간 유명인 등의 탈퇴로 질까지 감소하는 문제가 발생해 사실상 피키캐스트 본질의 이용 목적이 사라졌다는 문제가 제기되기도 했다.

## 같이 보기
- 트위터
- 페이스북
- 텔레그램
- 카카오스토리
- 인스타그램